# Anosia bipunctata
Anosia bipunctata är en fjärilsart som beskrevs av Abel Dufrane 1948. Anosia bipunctata ingår i släktet Anosia och familjen praktfjärilar. Inga underarter finns listade i Catalogue of Life.